# Saruskranich
Der Saruskranich (Antigone antigone, Syn.: Grus antigone) gilt mit einer Körperlänge von durchschnittlich 150 Zentimeter als größter Kranich. Er kommt von Indien bis nach Australien vor. Es werden in dem großen Verbreitungsgebiet drei Unterarten unterschieden.
Seine Bestandssituation wird von der IUCN als gefährdet (vulnerable) eingestuft.

## Merkmale

### Körpermaße

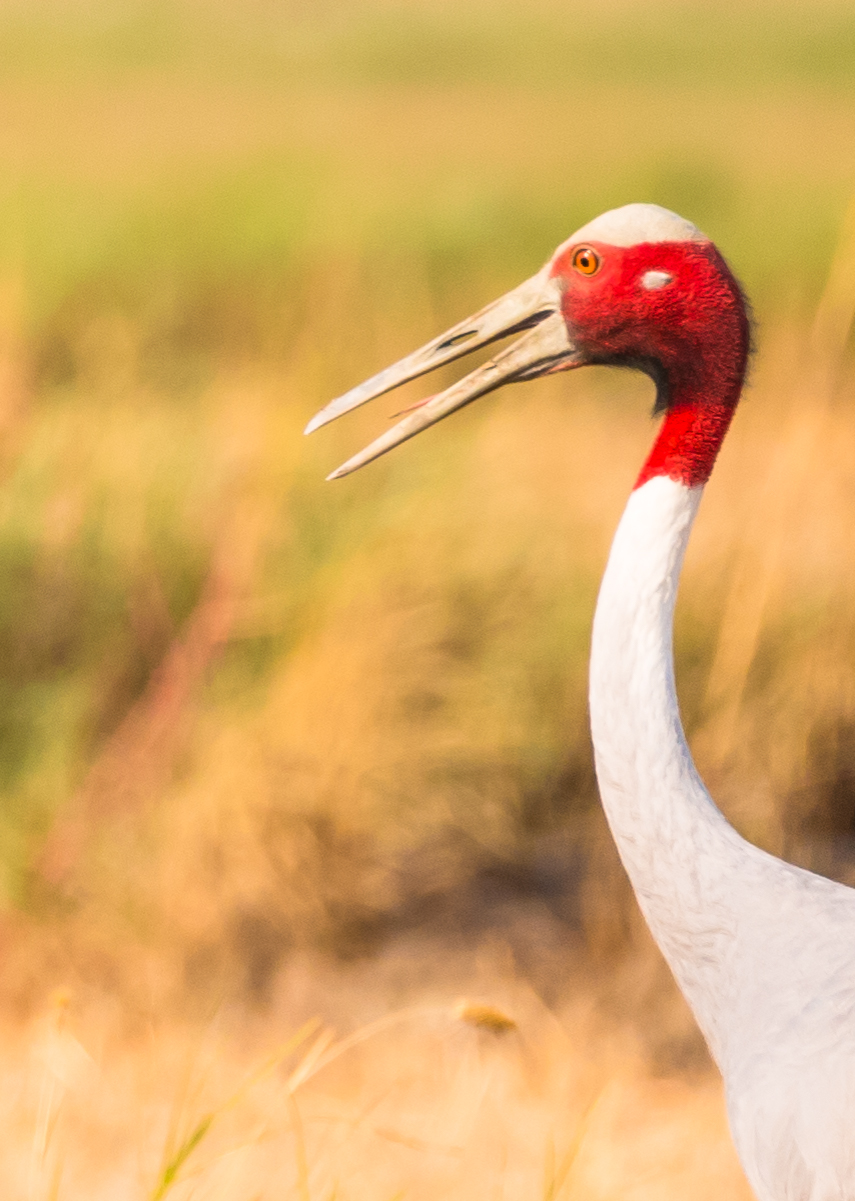
Der weiße „Ohrenfleck“ ist gut zu erkennen

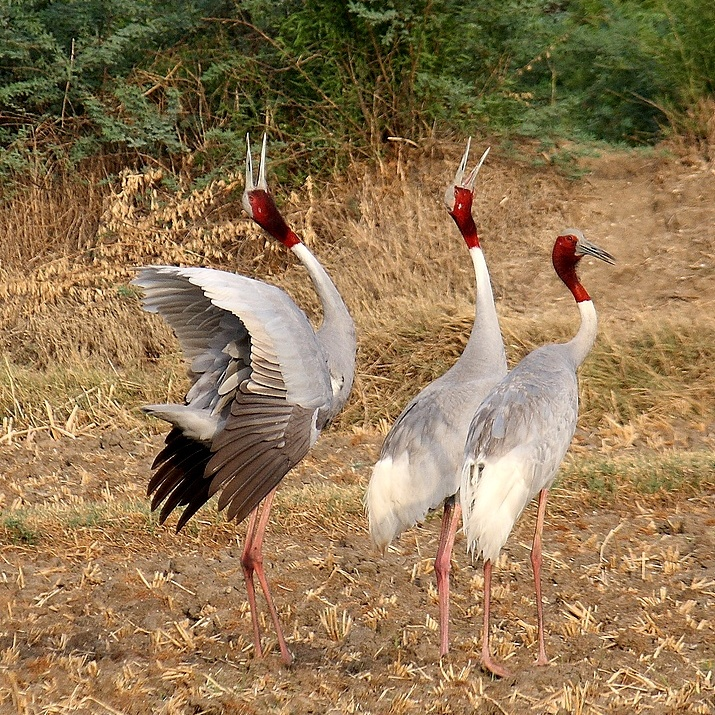
Rufende Saruskraniche

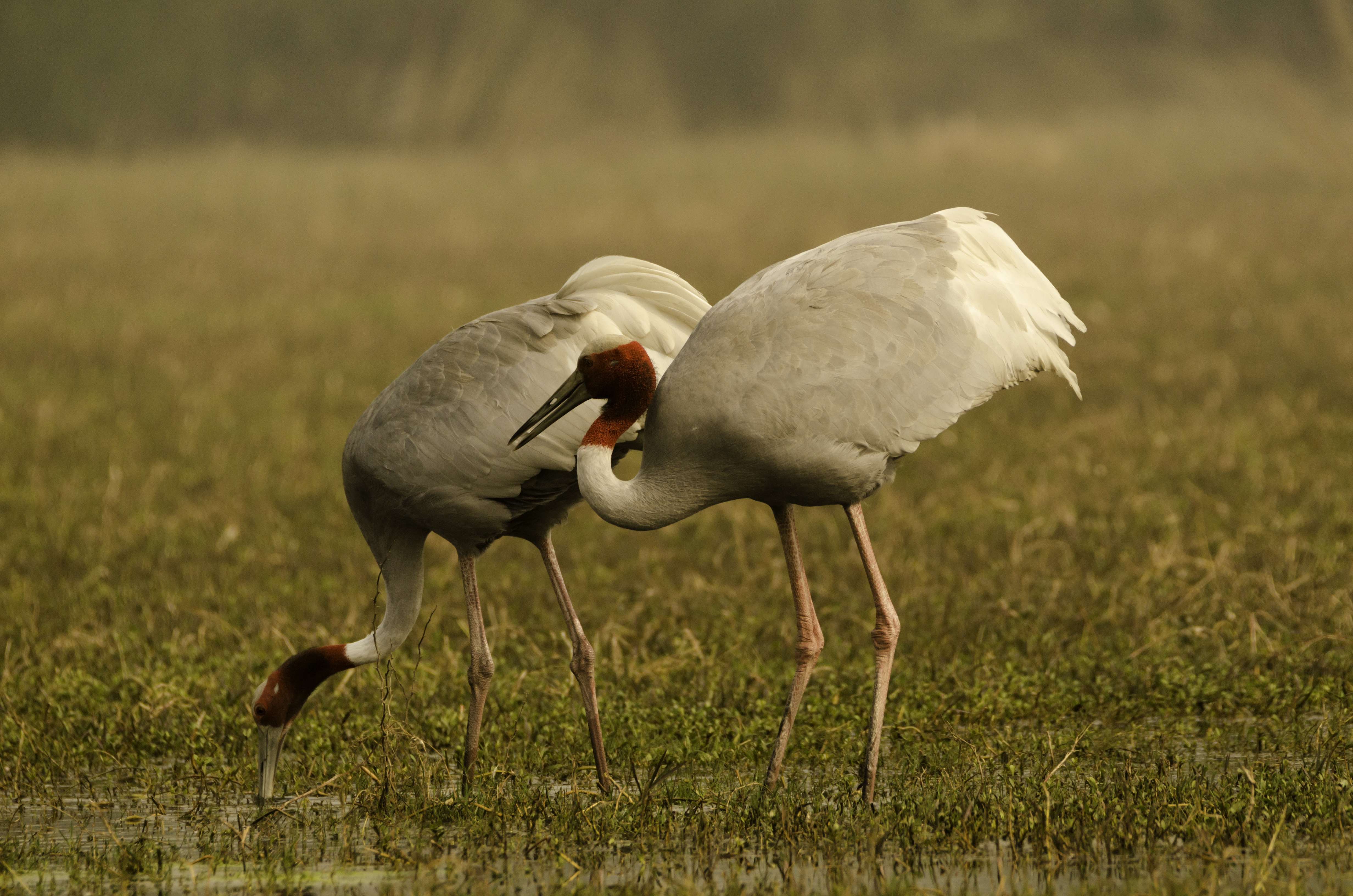
Fressende Saruskraniche

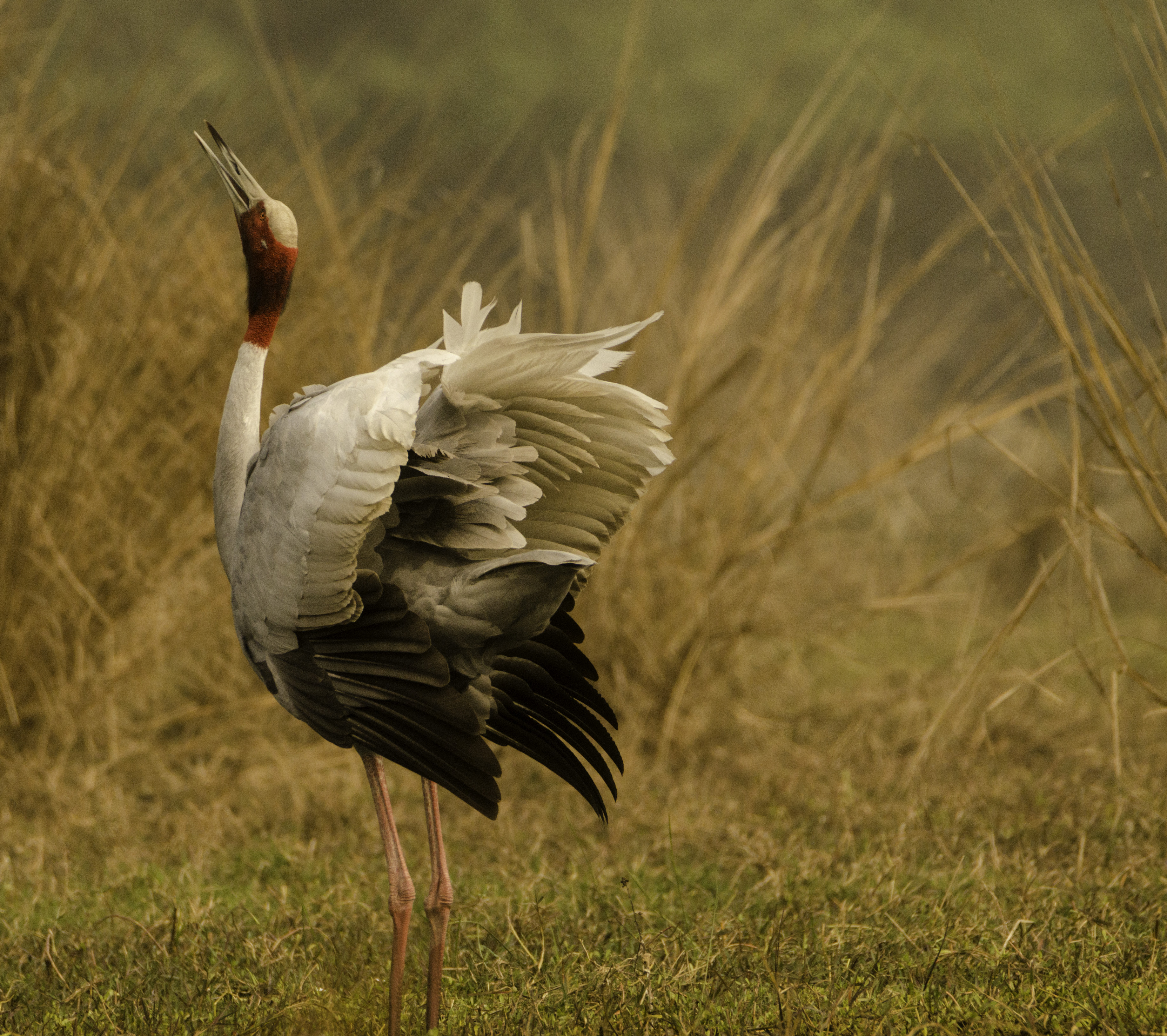
Rufender Saruskranich

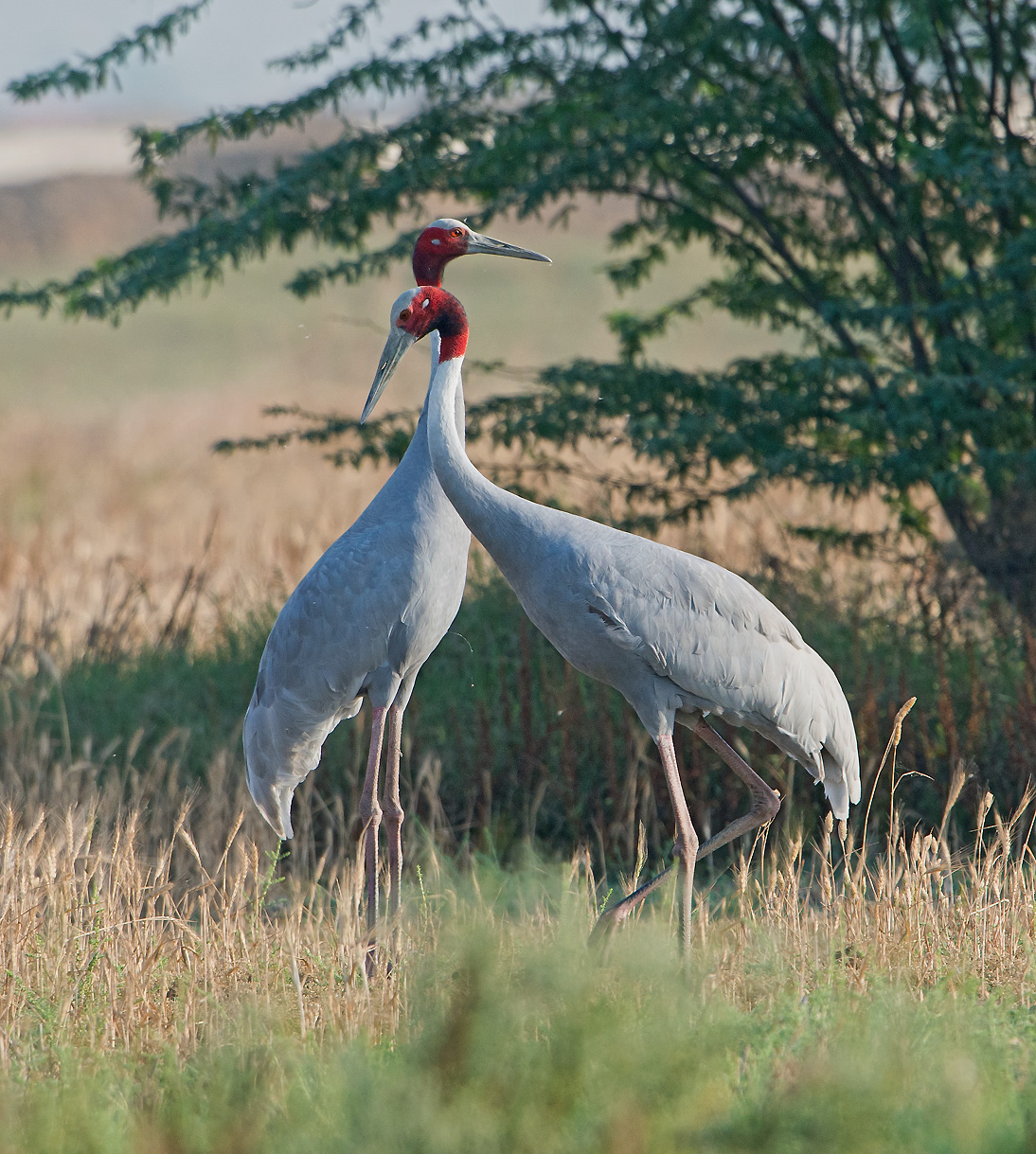
Saruskraniche in der Nähe von Neudelhi

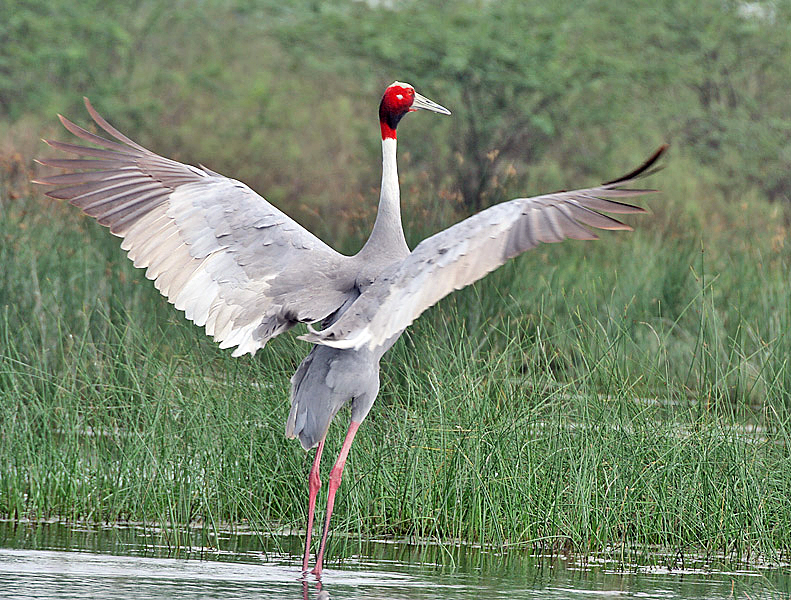
Auffliegender Saruskranich

Der Saruskranich wird meistens 7 bis 8,5 kg schwer und 150 cm lang. Große Exemplare erreichen eine Länge von 170 cm, ein Gewicht von bis zu 12 kg und Flügelspannweiten bis 2,8 m. Es besteht kein auffälliger Geschlechtsdimorphismus, die Männchen sind jedoch etwas größer als die Weibchen.

### Adulte Saruskraniche
Der Kopf und der obere Halsbereich sind weitgehend unbefiedert. Die Stirn und der Scheitel sind blass graugrün. Der übrige Kopf und der obere Hals sind orangerot bis tief korallenrot. Lediglich die Ohrdecken sind hellgrau gefiedert und am unteren Gesicht, am Kinn und der Kehle finden sich dunkle Bürstenfedern. Die übrige Körperoberseite ist hellgrau. Brust, Bauch und die Flanken sind von einem leicht dunkleren Grau. Die Flügel sind hellgrau, die Handschwingen und Teile der Flügeldecken haben jedoch schwarze Spitzen. Der Schnabel ist hellgrau bis hellbraun mit einer dunkleren Schnabelspitze und gelegentlich auch einem dunkleren Schnabelfirst. Der Orbitalring ist bei den meisten Individuen hellgrau und gewöhnlich nicht auffällig. Die Iris ist rötlich orange. Die Beine sind dunkel fleischfarben.

### Jungvögel
Bei Jungvögeln ist der Kopf und der obere Hals zunächst hell zimtbraun gefiedert. Das übrige Körpergefieder ähnelt dem der adulten Vögeln, ist jedoch noch von Daunen durchsetzt und hat durch insgesamt einen leicht hellbräunlichen Ton. Auf der Körperunterseite ist das Daunengefieder weiblich, so dass sie leicht gefleckt wirken. Der Schnabel ist gelblich braun mit einer individuell unterschiedlichen schwarzen spitze. Die Iris ist schwarzbraun, Beine und Füße sind bräunlicher als die der adulten Vögel. 

## Verwechslungsmöglichkeiten
Der Saruskranich ähnelt dem Brolgakranich, der auf Neuguinea und in Australien vorkommt. Anders als beim Saruskranich erstreckt sich sein Verbreitungsgebiet bis in den Süden von Australien.
Der Saruskranich ist etwas größer als der Brolgakranich. Saruskraniche haben rötliche Beine, während die des Brolgakranichs dunkelgrau bis schwarz sind. Die rote Färbung am Kopf ist beim Saruskranich deutlich ausgeprägter und erstreckt sich bis über das obere Drittel des Halses. Beim Brolgakranich ist außerdem die Körperunterseite etwas heller als die Körperoberseite.

## Verbreitung und Unterarten
Das Verbreitungsgebiet des Saruskranichs erstreckt sich über weite Teile Südostasiens bis nach Nordaustralien vor. Zu seinem Verbreitungsgebiet gehört die Region vom indischen Subkontinent bis in den Südwesten von China, die Tiefebenen von Burg, der Nordwesten und die Mitte von Thailand sowie die thailändische Halbinsel, Kambodscha, der Süden von Vietnam, der Süden und die Mitte von Laos, die Philippinen und der Nordosten von Australien. In Australien ist der Verbreitungsschwerpunkt die dünn besiedelte Kap-York-Halbinsel. Es werden Saruskraniche jedoch vereinzelt auch in der Region von Kimberley, Western Australia und im Küstenbereich des Northern Territory beobachtet.
Es werden die folgenden Unterarten unterschieden:
- Antigone antigone antigone (Linnaeus, 1758) – Die Nominatform kommt im Süden Pakistans, im Norden von Indien und Nepal vor. Zum Verbreitungsgebiet gehörte vermutlich vormals auch Bangladesh. Es ist die größte Unterart.[7]
- Antigone a. sharpii (Blanford, 1895) – Myanmar, Kambodscha, der Süden von Laos und Vietnam. Die Populationen überwintern in Vietnam.[1]
- Antigone a. gillae (Schodde et al., 1989) – Nordaustralien

Saruskraniche sind Teilzieher. So gibt es auf dem australischen Festland beispielsweise regelmäßig Zugbewegungen von der Küstenregion des Golf von Carpentaria und der Ostküste von Queensland. Dagegen sind die Populationen an der Westküste der Kap-York-Halbinsel Standvögel. Auch in den Atherton Tablelands gibt es Zugbewegungen: Saruskraniche halten sich nur von Juli bis etwa Dezember in diesem tropischen Hochland auf.

## Lebensraum
Der Saruskranich kommt in Feuchtwiesen und Sumpfgebieten vor. Er besiedelt auch Gezeiten- und Salzmarschen. Der Saruskranich kommt auch in trockeneren Regionen vor, sofern dort ausreichend Wasserstellen vorhanden sind, die er als Ruheplätze nutzen kann und wo er seinen Flüssigkeitsbedarf decken kann. Er hat feste Ruheplätze. In seinem australischen Verbreitungsgebiet sind dies entweder flache Stellen in Marschen oder auf Halbinseln, die weit in Seen hereinragen. Dort, wo sich das Verbreitungsgebiet des Saruskranich mit dem des Brolgakranichs überlappt, sucht der Saruskranich in entlegeneren, nasseren Teilen der Nahrungsgründe nach Nahrung.
In Australien wird diskutiert, inwieweit der Saruskranich von der Zunahme an Wasserstellen profitiert hat, die im Rahmen der zunehmenden landwirtschaftlichen Nutzung im Osten Australiens entstanden sind. Es gibt keine eindeutigen Belege, dass dies eine Zunahme der Bestandszahlen zur Folge hatte. Higgins et al. hält es für möglich, dass sich durch diese künstlichen Wasserstellen das Gebiet vergrößert hat, das Saruskraniche in der Trockenzeit als Nahrungsgebiete nutzen können und das sich dies insgesamt positiv auf die Bestände auswirkt.

## Lebensweise

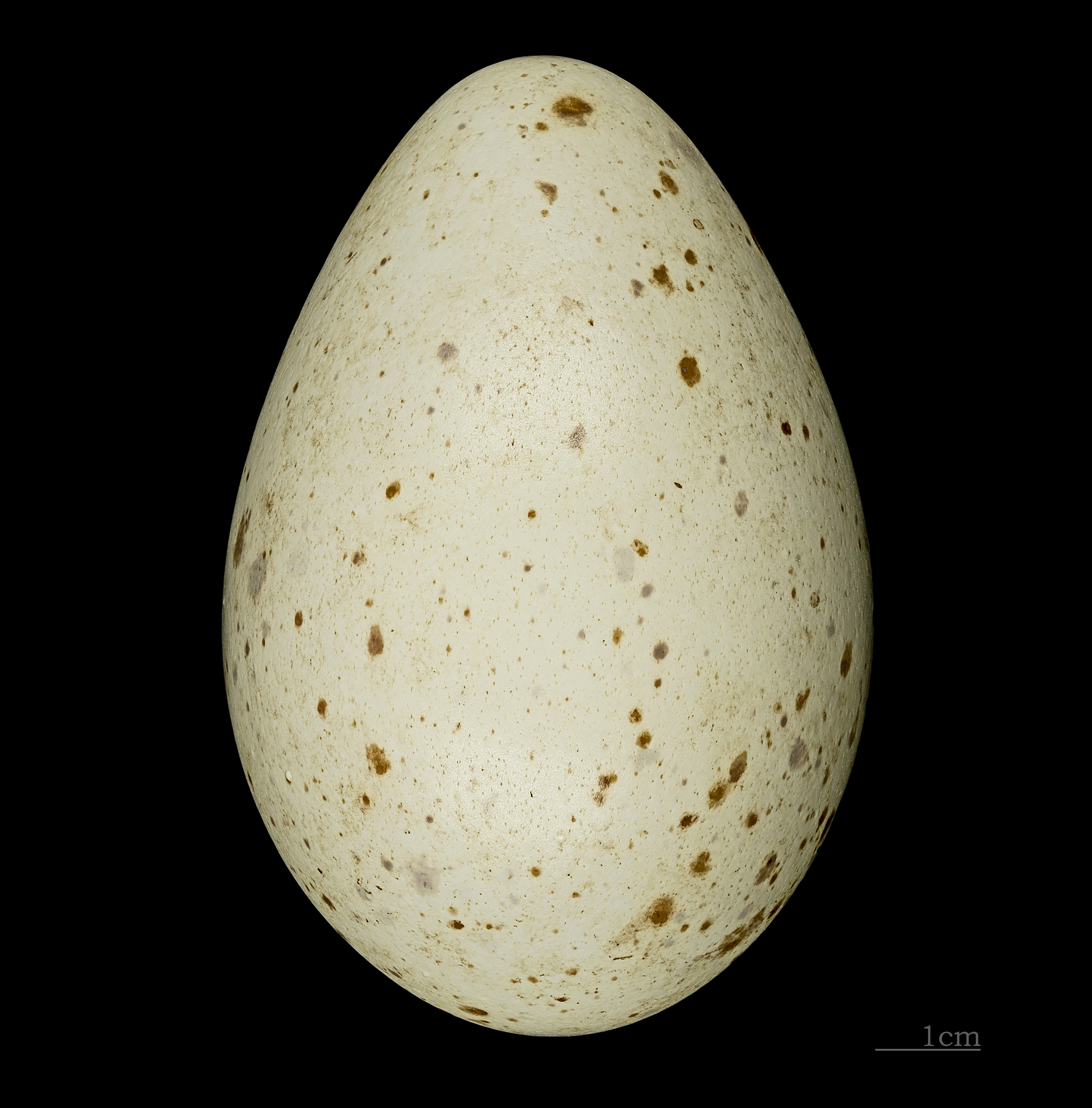
Ei des Saruskranichs

Die Saruskraniche leben in monogamer Einehe. Er kommt überwiegend paarweise oder in kleinen Gruppen vor, die während des Tages in der Regel nicht mehr als fünf Individuen umfassen. Solche Gruppen sind vor allem nach der Brutzeit zu sehen, zu größeren Ansammlungen kommt es an den Stellen, an denen sich Saruskraniche abends versammeln, um dort die Nacht zu verbringen. An einigen wenigen Stellen wurden dann bereits 300 bis 350 Individuen beobachtet.
In einigen australischen Verbreitungsgebieten sucht der Saruskranich auch in der Nähe von Brolgakranichen nach Nahrung und nutzt auch dieselben Ruheplätze. Bei Trupps, die sowohl aus Brolga- als auch Saruskranichen bestehen, handelt es sich gewöhnlich um noch nicht geschlechtsreife Kraniche.

## Nahrung
Die Nahrung besteht aus Insekten wie beispielsweise Heuschrecken, Kleintieren wie Mäuse und ähnliche Nagetiere, Wasserpflanzen und Sämereien. Während der Nahrungssuche bewegen sie sich langsam und stetig mit gesenktem Kopf. Sie graben nicht nach Nahrung.
Die Nahrungssuche ist am intensivsten in den frühen Morgenstunden, der zweite Aktivitätshöhepunkt sind die späten Nachmittagsstunden.

## Fortpflanzung
Im Frühjahr errichten sie im flachen Wasser der Sumpfgebiete ein einfaches Bodennest aus Zweigen, Ästen und Gräsern. Das Weibchen legt in der Regel zwei verhältnismäßig kleine Eier, die 31–34 Tage von beiden Elternvögeln ausgebrütet werden. Die Küken verlassen nach ihrem ersten Lebenstag das Nest und streifen mit den Eltern umher. Mit 9 bis 10 Wochen werden die Jungvögel flugfähig und selbständig. Sie bleiben aber häufig bis zur nächsten Brutsaison bei den Elternvögeln und erreichen mit drei bis vier Jahren die Geschlechtsreife.
Saruskraniche haben eine Lebenserwartung von 40 Jahren. 

## Bestand
Der Saruskranich wird von der IUCN als „gefährdet“ eingestuft. Während in Indien, Nepal und Pakistan noch 8000–10000 und in Australien weniger als 10000 Vögel leben, ist die Art in Südostasien bedroht. Eine große Bedrohung ist der Verlust des Lebensraums durch Austrocknung der Feuchtwiesen zur landwirtschaftlichen Nutzung sowie deren Verschmutzung durch Pestizide oder Düngemittel. Oft werden ausgewachsene Tiere gejagt oder ihre Eier eingesammelt und zum Beispiel verkauft.